# Eleição do Conselho de Segurança das Nações Unidas de 2011
A Eleição do Conselho de Segurança das Nações Unidas em 2011 ocorreu em 23 de outubro de 2011 durante a 66.ª sessão da Assembleia Geral das Nações Unidas na sede da Organização das Nações Unidas, em Nova Iorque. A eleição visou determinar os novos ocupantes de metade dos dez lugares atribuídos a membros não permanentes no Conselho de Segurança das Nações Unidas (CSNU) para mandatos de dois anos com início em 1 de janeiro de 2012. As cinco cadeiras em disputa foram ocupadas, no biênio 2010–11, por Brasil, Índia, Gabão, Líbano e Bósnia e Herzegovina; e passaram ao controle de Guatemala, Paquistão, Togo, Marrocos e Azerbaijão, de 2012 a 2013.
De acordo com a política de rotação do CSNU, os dez lugares não permanentes no Conselho alinham-se aos diversos blocos regionais em que habitualmente os estados-membros da ONU se dividem com fins eleitorais e representativos. São realizadas anualmente eleições para escolher cinco membros temporários, com mandato de dois anos a partir do ano subsequente. Na eleição de 2011, os escolhidos foram os seguintes países:
- Dois da África (Togo e Marrocos) (Marrocos ocupa a cadeira de país árabe, que alterna entre Ásia e África)
- Um da Ásia (Paquistão)
- Um da América Latina (Guatemala)
- Um do Grupo dos Estados da Europa Ocidental e Outros (Azerbaijão)

Estes cinco membros estarão representados no CSNU no período 2012–13. Eles se juntaram, em 2012, a Portugal, Alemanha, Índia, Colômbia e África do Sul, países participantes no biênio 2011–12, e Estados Unidos, França, Reino Unido, Rússia e China, membros permanentes.
No Grupo dos Estados da Europa Ocidental e Outros candidataram-se a Eslovênia, a Hungria, o Azerbaijão e o Marrocos. O Cazaquistão concorreu pelo bloco da Ásia com a oposição do Quirguistão e de Fiji. O Togo concorreu pelo bloco africano, com a oposição da Mauritânia. No grupo da América Latina e Caribe, a Guatemala não teve oposição.